# Abune Mathias
Abuna Mathias, nato Teklemariam Asrat (Agamé, 5 gennaio 1941), è un arcivescovo cristiano orientale etiope, sesto Patriarca della Chiesa ortodossa etiope.

## Biografia
Teklemariam Asrat nacque nel 1941.

### Ministero sacerdotale
Nel 1954 venne ordinato diacono dall'allora arcivescovo d'Eritrea Abune Markos. Nel 1963 venne ordinato monaco e sacerdote a Chohé. Tra il 1971 e il 1976 ha servito presso la Cattedrale della Santissima Trinità di Addis Abeba. Nel 1974, l'Imperatore Hailé Selassié venne destituito e l'allora Patriarca Abune Tewophilos sarebbe stato arrestato e poi giustiziato dal regime militare del Derg.
Il successivo Patriarca sarebbe stato Tekle Haimanot e Teklemariam Asrat venne nominato Vicario Patriarcale, diventando così il più stretto collaboratore di Tekle Haimanot.

### Ministero episcopale
A seguito del pensionamento forzato, da parte del regime, nel 1978, dei vertici della gerarchia religiosa etiope, il Patriarca nominò Teklemariam Asrat vescovo della Chiesa ortodossa etiope a Gerusalemme e Terra Santa. In quell'occasione adottò il nuovo nome e titolo episcopale Abune Mathias. Mentre era a Gerusalemme venne elevato al titolo di arcivescovo.
Il 3 marzo 2013 è stato intronizzato Patriarca della Chiesa Ortodossa etiope nella Cattedrale della Santissima Trinità di Addis Abeba.